# Élena Rápti
 (octobre 2018).
Si vous disposez d'ouvrages ou d'articles de référence ou si vous connaissez des sites web de qualité traitant du thème abordé ici, merci de compléter l'article en donnant les références utiles à sa vérifiabilité et en les liant à la section « Notes et références ».
Élena Rápti (en grec moderne : Έλενα Ράπτη), est une femme politique grecque, députée, depuis 2004, du parti Néa Dimokratía au Parlement grec. Elle a été membre de la délégation nationale grecque à l’Assemblée parlementaire du Conseil de l’Europe (APCE).

## Biographie

### Avant sa carrière politique
Élena Rápti, fille de Dimítrios Ráptis et de Fotiní Rápti,  est née à Thessalonique,. Elle a fréquenté le lycée Arsákeio de Thessalonique. 
Elle est diplômée au Département de Civilisation grecque de l’Université Ouverte de Chypre et titutalire d’un master en Direction d'entreprise. Elle a travaillé dans le privé, dans le secteur de l’audiovisuel .

### Carrière politique
Elle est élue conseillère municipale en 1998 et réélue avec le plus grand nombre de suffrages en 2002.
En 2004, elle est élue pour la première fois députée sur la liste du parti Néa Dimokratía (Nouvelle Démocratie) dans la première circonscription électorale de Thessalonique (Thessalonique A). Elle est réélue députée sur la liste du même parti en 2007, en 2009, aux doubles élections législatives des mois de mai et juin 2012  et des mois de janvier et septembre 2015.

### Depuis 2004
Elle est élue secrétaire du Bureau du Parlement.
Elle est nommée membre des Commissions parlementaires suivantes : 
- Commission permanente de la défense nationale et des affaires étrangères
- Commission permanente des affaires culturelles
- Commission permanente des affaires sociales
- Commission permanente spéciale des affaires européennes
- Commission  permanente spécialisée de la parité, de la jeunesse et des droits de l’homme
- Sous-commission des personnes handicapées.
- Commission permanente des affaires économiques
- Commission permanente spécialisée d’observation  des décisions de la Cour Européenne des Droits de l’Homme

En 2011, sur décision du président de la Nouvelle Démocratie, elle est nommée Secrétaire au Bénévolat et aux ONG. En 2015, elle se charge du Secteur de la Culture.
En 2012, elle est désignée membre à l’Assemblée parlementaire du Conseil de l’Europe (APCE) et participe aux travaux de deux commissions : la Commission des Questions sociales, de la Santé et du Développement durable et la Commission sur l'Égalité et la Non-discrimination.
Elle est nommée membre du Réseau des parlementaires de référence contre la violence sexuelle à l’égard des enfants et Coordinatrice de la campagne du Conseil de l’Europe UN sur CINQ pour mettre un terme à la violence sexuelle à l’égard des enfants. Jusqu’à présent, elle a réalisé 500 activités d’information et de sensibilisation en distribuant le matériel / les supports d’information développés par le Conseil de l’Europe. Elle a aussi réalisé deux films d’animation 3D adressés aux parents, aux éducateurs et surtout aux enfants : « Le secret de Niki » et « Le secret de Niki 2 – L’aventure de Victor », au moyen desquels sont promus tous les messages importants de la campagne d’une manière audiovisuelle, éducative et divertissante, en contribuant à la sensibilisation et finalement à la protection des enfants.
Sur invitation officielle du Comité de Lanzarote au Conseil de l’Europe, elle a prononcé un discours inaugural à l’occasion du 10e anniversaire de la signature de la Convention sur la protection des enfants contre l’exploitation et les abus sexuels (Convention « Lanzarote ») sous le titre « La Campagne UN sur CINQ en Grèce. Portée et impact », présentant le modèle grec de la campagne.  
En 2017, elle est désignée membre de l’équipe d’experts du nouveau programme conjoint de l’Accord Partiel Élargi sur le sport (APES) du Conseil de l’Europe et l’Union Européenne, titré Sécurité dans le sport : Mettre fin aux harcèlements et abus sexuels des enfants dans le sport » (PSS+).

### Volontariat
En mars 2000, elle fonde l’Organisation Sociale « Agapi », une Organisation non gouvernementale qui promeut une société faite de citoyens actifs et de bénévolat. L’organisation s’occupe de tous les sujets de préoccupation sociale contemporaine et met l’homme et les grands défis sociaux au centre de ses actions. L’Organisation Sociale « Agapi » accomplit un plan d’action riche et multidimensionnel depuis de nombreuses années dans tous les domaines de l’action humaine.
Elle a organisé des dizaines de manifestations, des débats publics dans les écoles et unités éducatives, des campagnes de sensibilisation des citoyens visitant les quartiers de leur résidence, des actions à des fins caritatives, des missions humanitaires, des distributions de nourriture et d’articles de premier besoin,  des enquêtes sur les grandes questions sociales.  
En tant que membre actif de l’Organisation Sociale « Agapi », Elena Rapti a connu un parcours riche en actions liées à des sujets de grande importance comme le don d’organes et de tissus (propositions d’amendement de la loi sur les greffes d’organe), le trafic d’êtres humains, la violence domestique, (notamment par le dépôt  d’un projet de loi avec des collègues femmes), le cancer du sein, la sécurité d’utilisation d'internet, Alzheimer, la protection de l’environnement, les gens handicapés, la délinquance juvénile, la drogue, la trisomie 21, la gestation pour autrui, le SIDA, les familles monoparentales.
En septembre 2002, elle fonde le centre d’information sur le bénévolat « Omada mazi sas » (= Équipe Avec vous) dans le but de créer un espace de communication pour les organisations bénévoles et les citoyens, de promotion de l’action des ONG et des sociétés privées qui désirent développer des actions de parrainage. 
Elle a activement participé à l’élaboration de la « Charte de la synergie sociale », une initiative du Ministère de Macédoine et de Thrace  qui vise au rapprochement de trois pays, de l’État, des ONG et des sociétés privées sur un plan complet d’information, de sensibilisation et d’action sociale des citoyens, des institutions et des entreprises.